# Fin de fiesta (película de 1960)
Fin de fiesta  es una película en blanco y negro de Argentina dirigida por Leopoldo Torre Nilsson sobre su propio guion escrito en colaboración con Ricardo Luna y Beatriz Guido según la novela de Beatriz Guido, que se estrenó el 23 de junio de 1960 y que tuvo como protagonistas a Lautaro Murúa, Graciela Borges, Leonardo Favio, Osvaldo Terranova y Arturo García Buhr. Como productor ejecutivo trabajó el futuro director de cine Juan Sires y como camarógrafo colaboró el futuro director de cine y de fotografía Aníbal Di Salvo.
Por esta película Torre Nilsson fue seleccionado en el Festival Internacional de Cine de Berlín como candidato al premio Oso de Oro al mejor director.
En una encuesta de las 100 mejores películas del cine argentino llevada a cabo por el Museo del Cine Pablo Ducrós Hicken en el año 2000, la película alcanzó el puesto 31. En una nueva versión de la encuesta organizada en 2022 por las revistas especializadas La vida útil, Taipei y La tierra quema, presentada en el Festival Internacional de Cine de Mar del Plata, la película alcanzó el puesto 50.

## Sinopsis
El nieto de un caudillo bonaerense y su admiración por un matón de su abuelo durante el período entre la caída de Hipólito Yrigoyen y el golpe de Estado de 1943.

## Reparto
- Lautaro Murúa ...	Guastavino
- Graciela Borges ...      Mariana Braceras
- Leonardo Favio ...       Adolfo Peña Braceras
- Helena Tritek ...        Prostituta
- Osvaldo Terranova
- Arturo García Buhr
- Lydia Lamaison ...       Felicitas
- María Principito
- Leda Zanda
- Martha Murat
- Emilio Guevara
- Raúl Aubel
- Idelma Carlo ...         Institutriz
- Hugo Caprera
- Juan Carlos Galván
- Ignacio Finder
- Hilda Suárez
- Claudio Martino
- Délfor Medina

## Comentarios
La Nación dijo:

”Expresión de un cine adulto, provisto de medios competentes (tanto técnicos como humanos),…puede considerarse como un trabajo cuidado, formalmente casi impecable, reflejo de la capacidad de Torre Nilsson como realizador.”

La Razón comentó sobre el filme:

”(en el libreto) se encuentran las principales fallas…La superficialidad periodística en el tratamiento de los acontecimientos políticos, la falta de convicción en las relaciones familiares, la brusquedad fragmentaria de los episodios se hacen presentes sin ningún disimulo.”

Por su parte Manrupe y Portela escriben:

”El final de una época de la política y el país y la búsqueda de modelos en uno de los films de Torre Nilsson más comprometidos con la realidad histórica del país. Ya también uno de los últimos de la mejor etapa del director.”